# Verallgemeinerte hypergeometrische Funktion
Die verallgemeinerte hypergeometrische Funktion ist in der Mathematik eine Funktion, die die Gaußsche hypergeometrische Funktion und letztlich die geometrische Reihe verallgemeinert. Sie wird zur Klasse der speziellen Funktionen gezählt.
Die verallgemeinerte hypergeometrische Funktion enthält viele wichtige Funktionen als Spezialfälle, allen voran die Exponentialfunktion und die trigonometrischen Funktionen. In der Tat gibt es eine große Zahl von Funktionen, die sich als eine hypergeometrische Funktion schreiben lassen.

## Definition
Die verallgemeinerte hypergeometrische Funktion wird definiert durch
{\displaystyle {}_{p}F_{q}(a_{1},\dots ,a_{p};b_{1},\dots ,b_{q};z)=\sum _{k=0}^{\infty }\prod _{i=1}^{p}{\frac {\Gamma (k+a_{i})}{\Gamma (a_{i})}}\prod _{j=1}^{q}{\frac {\Gamma (b_{j})}{\Gamma (k+b_{j})}}{\frac {z^{k}}{k!}}},
wobei {\displaystyle \Gamma (\cdot )} die Gammafunktion ist. Die Koeffizienten {\displaystyle p,q\in \mathbb {N} _{0}} und die Parameter {\displaystyle a_{i},b_{j}\in \mathbb {C} } sind dabei so zu wählen, dass die Potenzreihen für ein geeignetes {\displaystyle z\in \mathbb {C} } konvergieren.
Weitere übliche Notation der verallgemeinerten hypergeometrischen Funktion lauten
{\displaystyle {}_{p}F_{q}\left[{\begin{matrix}a_{1},a_{2},\dots ,a_{p-1},a_{p}\\b_{1},b_{2},\dots ,b_{q-1},b_{q}\end{matrix}};z\right]\quad } und {\displaystyle \quad {}_{p}F_{q}\left({\begin{matrix}a_{1},a_{2},\dots ,a_{p-1},a_{p}\\b_{1},b_{2},\dots ,b_{q-1},b_{q}\end{matrix}}{\bigg \vert }z\right).}
Durch die Wahl der Koeffizienten {\displaystyle p} und {\displaystyle q} werden schließlich spezielle hypergeometrische Funktionen konstruiert, etwa die Kummersche hypergeometrische Funktion ({\displaystyle p=q=1}) oder mit {\displaystyle p=2} und {\displaystyle q=1} die Gaußsche hypergeometrische Funktion.

## Konvergenzbedingungen
Unter gewissen Bedingungen sind die Potenzreihen divergent und ermöglichen somit keine Darstellung einer allgemeinen hypergeometrischen Funktion. Insbesondere gibt es Bedingungen für {\displaystyle a_{i}} und {\displaystyle b_{j}} bei denen die Ausdrücke {\displaystyle {\tfrac {\Gamma (k+a_{i})}{\Gamma (a_{i})}}} bzw. {\displaystyle {\tfrac {\Gamma (b_{j})}{\Gamma (k+b_{j})}}} in der Potenzreihe Divergenzen erzeugen.
Beispiel 1
{\displaystyle {\begin{aligned}{}_{1}F_{1}\left(2;-1;z\right)&\;=\;\sum _{k=0}^{\infty }{\frac {\Gamma (k+2)}{\Gamma (2)}}{\frac {\Gamma (-1)}{\Gamma (k-1)}}{\frac {z^{k}}{k!}}\;=\;\sum _{k=0}^{\infty }{\frac {(k+1)!}{1}}{\frac {\Gamma (-1)}{\Gamma (k-1)}}{\frac {z^{k}}{k!}}\;=\;\sum _{k=0}^{\infty }{\frac {(k+1)}{1}}{\frac {\Gamma (-1)}{\Gamma (k-1)}}z^{k}\\&\;=\;1\;+\;2{\frac {\Gamma (-1)}{\Gamma (0)}}z\qquad \;+\;3{\frac {\Gamma (-1)}{\Gamma (1)}}z^{2}\;+\;4{\frac {\Gamma (-1)}{\Gamma (2)}}z^{3}\ \;+\;5{\frac {\Gamma (-1)}{\Gamma (3)}}z^{4}\;+\;\dotsm \\&\;=\;1\;+\;2{\frac {\Gamma (0)}{(-1)\Gamma (0)}}z\quad +\;3{\frac {\Gamma (0)}{(-1)0!}}z^{2}\;+\;4{\frac {\Gamma (0)}{(-1)1!}}z^{3}\;+\;5{\frac {\Gamma (0)}{(-1)2!}}z^{4}\;+\;\dotsm \\&\;=\;1\;-\;2z\;-\;\Gamma (0)\sum _{k=1}^{\infty }{\frac {k+2}{(k-1)!}}z^{k+1}\quad {\xrightarrow[{\lim _{x\to 0^{+}}\Gamma (x)\to \infty }]{\quad }}\quad -\infty \end{aligned}}}
Bei der Berechnung wurde die Funktionalgleichung der Gammafunktion {\displaystyle \Gamma (k+1)=k\Gamma (k)} mit der Identität {\displaystyle \Gamma (-1)={\tfrac {\Gamma (0)}{-1}}} verwendet.
Beispiel 2
{\displaystyle {\begin{aligned}{}_{0}F_{1}\left(;-1;z\right)&\;=\;\sum _{k=0}^{\infty }{\frac {\Gamma (-1)}{\Gamma (k-1)}}{\frac {z^{k}}{k!}}\\&\;=\;1\qquad +\;{\frac {\Gamma (-1)}{\Gamma (0)}}{\frac {z}{1!}}\;+\;{\frac {\Gamma (-1)}{\Gamma (1)}}{\frac {z^{2}}{2!}}\;+\;{\frac {\Gamma (-1)}{\Gamma (2)}}{\frac {z^{3}}{3!}}\;+\;{\frac {\Gamma (-1)}{\Gamma (3)}}{\frac {z^{4}}{4!}}\;+\;\dotsm \\&\;=\;1\qquad \;-\;{\frac {\Gamma (0)}{\Gamma (0)}}{\frac {z}{1!}}\quad -\;{\frac {\Gamma (0)}{\Gamma (1)}}{\frac {z^{2}}{2!}}\quad -\;{\frac {\Gamma (0)}{\Gamma (2)}}{\frac {z^{3}}{3!}}\quad -\;{\frac {\Gamma (0)}{\Gamma (3)}}{\frac {z^{4}}{4!}}\quad +\;\dotsm \\&\;=\;1\qquad \;-\;z\qquad \qquad -\;{\frac {\Gamma (0)}{0!}}{\frac {z^{2}}{2!}}\quad -\;{\frac {\Gamma (0)}{1!}}{\frac {z^{3}}{3!}}\quad -\;{\frac {\Gamma (0)}{2!}}{\frac {z^{4}}{4!}}\quad +\;\dotsm \\&\;=\;1\qquad \;-\;z\qquad \qquad -\;\Gamma (0)\sum _{k=2}^{\infty }{\frac {1}{(k-2)!}}{\frac {z^{k}}{k!}}\quad {\xrightarrow[{\lim _{x\to 0^{+}}\Gamma (x)\to \infty }]{\quad }}\quad -\infty \end{aligned}}}
Außer bei den durch die Wahl der Parameter bedingten Divergenzen kann das Quotientenkriterium für Reihen angewandt werden:
- Wenn {\displaystyle p<q+1} ist, dann ist nach dem Quotientenkriterium das Verhältnis der Koeffizienten beschränkt und tendiert gegebenenfalls gegen 0. Dies impliziert, dass die Reihe für jedes endliche {\displaystyle z} konvergiert und somit eine ganze Funktion darstellt. Ein Beispiel hierfür ist die Reihe der Exponentialfunktion.

- Wenn {\displaystyle p=q+1} ist, so zeigt das Quotientenkriterium, dass das Verhältnis der Koeffizienten gegen 0 strebt. Dies impliziert, dass die Reihe für {\displaystyle |z|<1} konvergiert und für {\displaystyle |z|>1} divergiert. Um zu prüfen, ob die Reihe für große Werte von {\displaystyle z} konvergiert, wird eine analytische Betrachtung empfohlen. Die Frage nach der Konvergenz für {\displaystyle |z|=1} ist nicht einfach zu beantworten. Es kann in diesem Fall gezeigt werden, dass die Reihe für {\displaystyle |z|=1} absolut konvergiert, wenn:

{\displaystyle \operatorname {Re} \left(\sum _{j=1}^{q}b_{j}-\sum _{i=1}^{p}a_{i}\right)>0}.
Falls {\displaystyle \textstyle \sum _{i=1}^{p}a_{i}\geq \sum _{j=1}^{q}b_{j}} und {\displaystyle z} reell ist, lässt sich die folgende Konvergenzbedingung angeben:
{\displaystyle \lim _{z\rightarrow 1}(1-z){\frac {\mathrm {d} \log(_{p}F_{q}(a_{1},\ldots ,a_{p};b_{1},\ldots ,b_{q};z^{p}))}{\mathrm {d} z}}=\sum _{i=1}^{p}a_{i}-\sum _{j=1}^{q}b_{j}}.
- Wenn {\displaystyle p>q+1} ist, liefert das Quotientenkriterium ein unbegrenzt wachsendes Verhältnis der Koeffizienten. Dies impliziert, dass die Reihe selbst im Falle von {\displaystyle z=0} divergiert. Unter diesen Voraussetzungen erhält man eine divergente oder asymptotische Reihe. Andererseits kann die Reihe als eine Kurzschreibweise für eine Differentialgleichung aufgefasst werden, die der Summengleichung genügt.

## Eigenschaften
Aufgrund der Ordnung (des Grades) des Parameters {\displaystyle a_{i}} und des Parameters {\displaystyle b_{j}} kann die allgemeine hypergeometrische Funktion geändert werden, ohne den Wert der Funktion zu ändern. Wenn also {\displaystyle a_{i}} gleich einem der Parameter {\displaystyle b_{j}} ist, so kann die Funktion um diese beiden Parameter „gekürzt“ werden, mit gewissen Ausnahmen für Parameter mit nichtpositiven Werten. Zum Beispiel ist
{\displaystyle \,{}_{2}F_{1}(3,1;1;z)=\,{}_{2}F_{1}(1,3;1;z)=\,{}_{1}F_{0}(3;;z)}.

### Eulers Integraltransformation
Die nachfolgende Identität ermöglicht es, die verallgemeinerte hypergeometrische Funktion höherer Ordnung als Integralausdruck der verallgemeinerten hypergeometrischen Funktion nächst niedriger Ordnung darzustellen.
{\displaystyle {}_{A+1}F_{B+1}\left[{\begin{array}{c}a_{1},\ldots ,a_{A},c\\b_{1},\ldots ,b_{B},d\end{array}};z\right]={\frac {\Gamma (d)}{\Gamma (c)\Gamma (d-c)}}\int _{0}^{1}t^{c-1}(1-t)_{}^{d-c-1}\ {}_{A}F_{B}\left[{\begin{array}{c}a_{1},\ldots ,a_{A}\\b_{1},\ldots ,b_{B}\end{array}};tz\right]\mathrm {d} t}

### Differentialgleichung
Die allgemeine hypergeometrische Funktion genügt dem Differentialgleichungssystem:
(1){\displaystyle {\begin{aligned}\qquad \left(z{\frac {\rm {d}}{{\rm {d}}z}}+a_{i}\right){}_{p}F_{q}\left[{\begin{array}{c}a_{1},\dots ,a_{i},\dots ,a_{p}\\b_{1},\dots ,b_{q}\end{array}};z\right]&\;=\;a_{i}\;{}_{p}F_{q}\left[{\begin{array}{c}a_{1},\dots ,a_{i}+1,\dots ,a_{p}\\b_{1},\dots ,b_{q}\end{array}};z\right]\\\\\end{aligned}}}
(2){\displaystyle {\begin{aligned}\qquad \left(z{\frac {\rm {d}}{{\rm {d}}z}}+b_{j}-1\right){}_{p}F_{q}\left[{\begin{array}{c}a_{1},\dots ,a_{p}\\b_{1},\dots ,b_{j},\dots ,b_{q}\end{array}};z\right]&\;=\;(b_{j}-1)\;{}_{p}F_{q}\left[{\begin{array}{c}a_{1},\dots ,a_{p}\\b_{1},\dots ,b_{j}-1,\dots ,b_{q}\end{array}};z\right]\\\\\end{aligned}}}
(3){\displaystyle {\begin{aligned}\qquad {\frac {\rm {d}}{{\rm {d}}z}}\;{}_{p}F_{q}\left[{\begin{array}{c}a_{1},\dots ,a_{p}\\b_{1},\dots ,b_{q}\end{array}};z\right]&\;=\;{\frac {\prod _{i=1}^{p}a_{i}}{\prod _{j=1}^{q}b_{j}}}\;{}_{p}F_{q}\left[{\begin{array}{c}a_{1}+1,\dots ,a_{p}+1\\b_{1}+1,\dots ,b_{q}+1\end{array}};z\right]\\\\\end{aligned}}}
Die Zusammenfassung dieser drei Gleichungen ergibt eine Differentialgleichung mit {\displaystyle w={}_{p}F_{q}(a_{1},\dots ,a_{p};b_{1},\dots ,b_{q};z)}:
{\displaystyle \qquad \qquad z\prod _{n=1}^{p}\left(z{\frac {\rm {d}}{{\rm {d}}z}}+a_{n}\right)w\;=\;z{\frac {\rm {d}}{{\rm {d}}z}}\prod _{n=1}^{q}\left(z{\frac {\rm {d}}{{\rm {d}}z}}+b_{n}-1\right)w}.
Anmerkungen:
- Differentialgleichung (1)

{\displaystyle {\begin{aligned}&a_{i}\;{}_{p}F_{q}\left[{\begin{array}{c}a_{1},\dots ,a_{i}+1,\dots ,a_{p}\\b_{1},\dots ,b_{q}\end{array}};z\right]\;{\stackrel {\mathrm {def} }{=}}\;\sum _{k=0}^{\infty }\prod _{i=1}^{p}{\tfrac {a_{i}\cdot \Gamma (k+a_{i}+1)}{\Gamma (a_{i}+1)}}\prod _{j=1}^{q}{\tfrac {\Gamma (b_{j})}{\Gamma (k+b_{j})}}{\tfrac {z^{k}}{k!}}\\&\qquad {\stackrel {\mathrm {def} }{=}}\;\sum _{k=0}^{\infty }{\Big (}{\tfrac {\Gamma (k+a_{1})}{\Gamma (a_{1})}}\cdots {\tfrac {\Gamma (k+a_{i-1})}{\Gamma (a_{i-1})}}\cdot {\tfrac {a_{i}\cdot \Gamma (k+a_{i}+1)}{\Gamma (a_{i}+1)}}\cdot {\tfrac {\Gamma (k+a_{i+1})}{\Gamma (a_{i+1})}}\cdots {\tfrac {\Gamma (k+a_{p})}{\Gamma (a_{p})}}{\Big )}\prod _{j=1}^{q}{\tfrac {\Gamma (b_{j})}{\Gamma (k+b_{j})}}{\tfrac {z^{k}}{k!}}\end{aligned}}}
Es ist zu beachten, dass im Falle {\displaystyle p=0} für die Differentialgleichung (1) die rechte Seite der Gleichung nicht existiert, da die Parameter {\displaystyle a_{i}} nicht existierten und ebenso auf der linken Seite die Parameter {\displaystyle a_{i}} verschwinden und daher lediglich die Ableitung {\displaystyle {\tfrac {\rm {d}}{{\rm {d}}z}}\;{}_{p}F_{q}(;b_{1},\dots ,b_{q};z)} multipliziert mit {\displaystyle z} berechnet werden kann.
- Differentialgleichung (2)

{\displaystyle {\begin{aligned}&(b_{j}-1)\;{}_{p}F_{q}\left[{\begin{array}{c}a_{1},\dots ,a_{p}\\b_{1},\dots ,b_{j}+1,\dots ,b_{q}\end{array}};z\right]\;{\stackrel {\mathrm {def} }{=}}\;\sum _{k=0}^{\infty }\prod _{i=1}^{p}{\tfrac {\Gamma (k+a_{i})}{\Gamma (a_{i})}}\prod _{j=1}^{q}{\tfrac {(b_{j}-1)\cdot \Gamma (b_{j}+1)}{\Gamma (k+b_{j}+1)}}{\tfrac {z^{k}}{k!}}\\&\qquad {\stackrel {\mathrm {def} }{=}}\;\sum _{k=0}^{\infty }\prod _{i=1}^{p}{\tfrac {\Gamma (k+a_{i})}{\Gamma (a_{i})}}{\Big (}{\tfrac {\Gamma (b_{1})}{\Gamma (k+b_{1})}}\cdots {\tfrac {\Gamma (b_{j-1})}{\Gamma (k+b_{j-1})}}\cdot {\tfrac {(b_{j}-1)\cdot \Gamma (b_{j}+1)}{\Gamma (k+b_{j}+1)}}\cdot {\tfrac {\Gamma (b_{j+1})}{\Gamma (k+b_{j+1})}}\cdots {\tfrac {\Gamma (b_{q})}{\Gamma (k+b_{q})}}{\Big )}{\tfrac {z^{k}}{k!}}\end{aligned}}}
Auch hier gilt es festzustellen, dass für {\displaystyle q=0} die Differentialgleichung (2) auf die Gestalt {\displaystyle z{\frac {\rm {d}}{{\rm {d}}z}}{}_{p}F_{q}(;b_{1},\dots ,b_{q};z)} reduziert wird, da die Parameter {\displaystyle b_{j}-1} nicht existieren.
- Differentialgleichung (3)

{\displaystyle {\begin{aligned}&{\frac {\prod _{i=1}^{p}a_{i}}{\prod _{j=1}^{q}b_{j}}}\;{}_{p}F_{q}\left[{\begin{array}{c}a_{1}+1,\dots ,a_{p}+1\\b_{1}+1,\dots ,b_{q}+1\end{array}};z\right]\;{\stackrel {\mathrm {def} }{=}}\;\sum _{k=0}^{\infty }\prod _{i=1}^{p}{\tfrac {a_{i}\cdot \Gamma (k+a_{i}+1)}{\Gamma (a_{i}+1)}}\prod _{j=1}^{q}{\tfrac {\Gamma (b_{j}+1)}{b_{j}\cdot \Gamma (k+b_{j}+1)}}{\tfrac {z^{k}}{k!}}\\&\qquad =\sum _{k=0}^{\infty }{\Big (}{\tfrac {a_{1}\cdot \Gamma (k+a_{1}+1)}{\Gamma (a_{1}+1)}}\cdots {\tfrac {a_{i}\cdot \Gamma (k+a_{i}+1)}{\Gamma (a_{i}+1)}}\cdots {\tfrac {a_{p}\cdot \Gamma (k+a_{p}+1)}{\Gamma (a_{p}+1)}}{\Big )}\cdot {\Big (}{\tfrac {\Gamma (b_{1}+1)}{b_{1}\cdot \Gamma (k+b_{1}+1)}}\cdots {\tfrac {\Gamma (b_{j}+1)}{b_{j}\cdot \Gamma (k+b_{j}+1)}}\cdots {\tfrac {\Gamma (b_{q}+1)}{b_{q}\cdot \Gamma (k+b_{q}+1)}}{\Big )}{\tfrac {z^{k}}{k!}}\end{aligned}}}
Hierbei ist der Quotient der Produkte {\displaystyle {\tfrac {\prod _{i=1}^{p}a_{i}}{\prod _{j=1}^{q}b_{j}}}} für die Parameter {\displaystyle a_{i},b_{j}\in \mathbb {C} \setminus \{0,-1,-2,-3,\ldots \}} so aufzufassen, dass
{\displaystyle \textstyle \prod _{i=1}^{p}a_{i}\;{\stackrel {\mathrm {def} }{=}}\;{\begin{cases}\prod _{i=1}^{p}a_{i}&{\text{falls}}\;p>0\\\\1&{\text{falls}}\;p=0\end{cases}}}
und
{\displaystyle {\tfrac {1}{\prod _{j=1}^{q}b_{j}}}\;{\stackrel {\mathrm {def} }{=}}\;{\begin{cases}{\tfrac {1}{\prod _{i=1}^{q}b_{j}}}&{\text{falls}}\;q>0\\\\1&{\text{falls}}\;q=0.\end{cases}}}
Für den Fall, dass {\displaystyle p=q=0}, ergibt sich auf Grund der vorausgegangenen Festlegung {\displaystyle {\tfrac {\prod _{i=1}^{p}a_{i}}{\prod _{j=1}^{q}b_{j}}}=1} und die Differentialgleichung (3) nimmt folgende Gestalt an
{\displaystyle {\frac {\rm {d}}{{\rm {d}}z}}\;{}_{p}F_{q}(;;z)\;=\;{}_{p}F_{q}(;;z)}

## Spezielle hypergeometrische Funktionen

### Die Funktion0F0
Wie eingangs angedeutet, entspricht {\displaystyle {}_{0}F_{0}(;;z)=\mathrm {e} ^{z}} der Exponentialfunktion. Die Funktion erfüllt die Differentialgleichung:
{\displaystyle {\frac {\mathrm {d} }{\mathrm {d} z}}w=w}
Beweis
{\displaystyle {}_{0}F_{0}\left(;;z\right)=\sum _{k=0}^{\infty }{\frac {z^{k}}{k!}}=\mathrm {e} ^{z}}

### Die Funktion0F1
Die Funktion vom Typ {\displaystyle {}_{0}F_{1}(;a;z)} ist die sog. konfluente hypergeometrische Grenzfunktion. Die Reihe genügt der Differentialgleichung:
{\displaystyle z{\frac {\mathrm {d} ^{2}w}{\mathrm {d} z^{2}}}+a{\frac {\mathrm {d} w}{\mathrm {d} z}}-w=0}
Sie steht eng in Zusammenhang mit den Besselfunktionen:
{\displaystyle {}_{0}F_{1}\left(;1+a;-{\frac {z^{2}}{4}}\right)=\Gamma (a+1)\cdot \left({\frac {z}{2}}\right)^{-a}\cdot J_{a}(z)\quad } wobei {\displaystyle J_{a}(z)} die Besselfunktion ist
{\displaystyle {}_{0}F_{1}\left(;1+a;{\frac {z^{2}}{4}}\right)=\Gamma (a+1)\left({\frac {z}{2}}\right)^{-a}\cdot I_{a}(z)\quad } mit {\displaystyle I_{a}(z)=e^{-i{\frac {\pi }{2}}a}J_{a}(z)} als modifizierte Besselfunktion
Abgeleitete Funktionen der Reihe sind beispielsweise:
{\displaystyle {}_{0}F_{1}\left(;{\frac {1}{2}};-{\frac {z^{2}}{4}}\right)=\cos z}
oder
{\displaystyle {}_{0}F_{1}\left(;{\frac {3}{2}};-{\frac {z^{2}}{4}}\right)={\frac {\sin z}{z}}}.
Beispiel
Betrachtet werden soll die Kosinusfunktion:
{\displaystyle {\begin{aligned}{}_{0}F_{1}\left(;{\tfrac {1}{2}};-{\tfrac {z^{2}}{4}}\right)&=\sum _{k=0}^{\infty }{\frac {\Gamma ({\frac {1}{2}})}{\Gamma (k+{\frac {1}{2}})}}{\frac {(-{\frac {z^{2}}{4}})^{k}}{k!}}\\&={\frac {\Gamma ({\frac {1}{2}})}{\Gamma ({\frac {1}{2}})}}{\frac {(-{\frac {z^{2}}{4}})^{0}}{0!}}\;\;\;+{\frac {\Gamma ({\frac {1}{2}})}{\Gamma ({\frac {3}{2}})}}{\frac {-{\frac {z^{2}}{4}}}{1}}&&+{\frac {\Gamma ({\frac {1}{2}})}{\Gamma ({\frac {5}{2}})}}{\frac {(-{\frac {z^{2}}{4}})^{2}}{2}}&&+{\frac {\Gamma ({\frac {1}{2}})}{\Gamma ({\frac {7}{2}})}}{\frac {(-{\frac {z^{2}}{4}})^{3}}{2\cdot 3}}&+\cdots \\&={\frac {\Gamma ({\frac {1}{2}})}{\Gamma ({\frac {1}{2}})}}{\frac {1}{1}}\qquad \quad \ \,+{\frac {\Gamma ({\frac {1}{2}})}{{\frac {1}{2}}\Gamma ({\frac {1}{2}})}}{\frac {-z^{2}}{4}}&&+{\frac {\Gamma ({\frac {1}{2}})}{{\frac {3}{2}}{\frac {1}{2}}\Gamma ({\frac {1}{2}})}}{\frac {z^{4}}{4^{2}\cdot 2!}}&&+{\frac {\Gamma ({\frac {1}{2}})}{{\frac {5}{2}}{\frac {3}{2}}{\frac {1}{2}}\Gamma ({\frac {1}{2}})}}{\frac {-z^{6}}{4^{3}\cdot 3!}}&+\cdots \end{aligned}}}
Hier nutzten wir, dass {\displaystyle \Gamma (x+1)=x\Gamma (x)} ist und somit {\displaystyle \Gamma ({\tfrac {3}{2}})={\tfrac {1}{2}}\Gamma ({\tfrac {1}{2}})} usw.
Wie man sieht, kürzen sich die Terme {\displaystyle \Gamma ({\tfrac {1}{2}})} überall heraus; die verbleibenden Brüche kann man leicht zusammenfassen zu
{\displaystyle {}_{0}F_{1}(;{\tfrac {1}{2}};-{\tfrac {z^{2}}{4}})=1-{\frac {z^{2}}{2!}}+{\frac {z^{4}}{4!}}-{\frac {z^{6}}{6!}}+\cdots =\sum _{k=0}^{\infty }{\frac {(-1)^{k}z^{2k}}{(2k)!}}=\cos z}

### Die Funktion1F0
Ebenfalls direkt als elementare Funktion erfüllt {\displaystyle {}_{1}F_{0}(a;;z)=(1-z)^{-a}} die Differentialgleichung:
{\displaystyle (1-z){\frac {\mathrm {d} w}{\mathrm {d} z}}=aw}
Beweis
{\displaystyle {\begin{aligned}{}_{1}F_{0}\left(a;;z\right)&=\quad \sum _{k=0}^{\infty }{\frac {\Gamma (k+a)}{\Gamma (a)}}{\frac {z^{k}}{k!}}&&=\quad \sum _{k=0}^{\infty }{\frac {(k+a-1)!}{(a-1)!}}{\frac {z^{k}}{k!}}&&=\quad \sum _{k=0}^{\infty }{\frac {(k+a-1)!}{(a+k-1-k)!}}{\frac {z^{k}}{k!}}\\&=\quad \sum _{k=0}^{\infty }{\binom {a+k-1}{k}}z^{k}&&=\quad \sum _{k=0}^{\infty }{\binom {-a}{k}}(-1)^{k}z^{k}&&=\quad \sum _{k=0}^{\infty }{\binom {-a}{k}}(-z)^{k}\\&=\quad (1-z)^{-a}\end{aligned}}}
Hierbei wurde der Binomialkoeffizient in der Analysis mit der Identität {\displaystyle {\tbinom {-a}{k}}=(-1)^{k}{\tbinom {a+k-1}{k}}} benutzt. Das Resultat stellt die binomische Reihe dar.

### Die Funktion1F1
Die Funktion {\displaystyle {}_{1}F_{1}(a;b;z)} heißt Kummersche Funktion (nach Ernst Eduard Kummer). Sie wird vielfach auch als konfluente hypergeometrische Reihe bezeichnet und genügt der Kummerschen Differentialgleichung:
{\displaystyle z{\frac {\mathrm {d} ^{2}w}{\mathrm {d} z^{2}}}+(b-z){\frac {\mathrm {d} w}{\mathrm {d} z}}-aw=0}
Abgeleitete Funktionen sind beispielsweise:
{\displaystyle {}_{1}F_{1}\left(a;a+1;-z\right)=az^{-a}\gamma (a,z)} wobei {\displaystyle \gamma (a,z)} die unvollständige Gammafunktion ist
oder
{\displaystyle {}_{1}F_{1}\left(1;a+1;z\right)=az^{-a}\mathrm {e} ^{z}\gamma (a,z)}
Die Kummersche Funktion lässt sich auch als verallgemeinerte Laguerre-Polynome darstellen:
{\displaystyle \operatorname {_{1}F_{1}} \left(a;\,b;\,z\right)={\frac {\Gamma \left(1-a\right)\cdot \Gamma \left(b\right)}{\Gamma \left(b-a\right)}}\cdot \operatorname {L_{-a}^{b-1}} \left(z\right)}

### Die Funktion2F0
Die Funktion taucht in Zusammenhang mit der Integralexponentialfunktion {\displaystyle Ei(z)} auf.

### Die Funktion2F1
Historisch am bedeutendsten ist die hypergeometrische Funktion {\displaystyle {}_{2}F_{1}(a,b;c;z)}. Sie wird auch als Gaußsche hypergeometrische Funktion, gewöhnliche hypergeometrische Funktion, oder oft einfach nur als hypergeometrische Funktion bezeichnet. Zur Unterscheidung wird für {\displaystyle {}_{p}F_{q}} die Bezeichnung verallgemeinerte hypergeometrische Funktion verwendet, da sonst leicht Verwechslungsgefahr besteht. Die Funktion wurde als erstes vollständig von Carl Friedrich Gauß untersucht, insbesondere zur Konvergenz.
Sie erfüllt die Differentialgleichung
{\displaystyle z(1-z){\frac {\mathrm {d} ^{2}w}{\mathrm {d} z^{2}}}+(c-(a+b+1)z){\frac {\mathrm {d} w}{\mathrm {d} z}}-abw=0},
welche als Hypergeometrische Differentialgleichung bezeichnet wird.

### Die Funktion3F0
Die Funktion taucht in Zusammenhang mit dem Mottpolynom auf.

### Die Funktion3F1
Die Funktion taucht in Zusammenhang mit der Besselfunktion auf.

## Weitere Verallgemeinerungen
Die verallgemeinerte hypergeometrische Funktion kann noch weiter verallgemeinert werden, indem man Vorfaktoren vor dem {\displaystyle k} einführt und so die Komplexität der Funktion weiter erhöht. Allein um das Vorzeichen von {\displaystyle k} zu modifizieren wären zwei weitere Indizes nötig:
{\displaystyle {\begin{aligned}&F_{pqrs}(a_{1},\dots ,a_{p};b_{1},\dots ,b_{q};c_{1},\dots ,c_{r};d_{1},\dots ,d_{s};z)\\&\qquad \qquad =\sum _{k=0}^{\infty }\prod _{i=1}^{p}{\frac {\Gamma (k+a_{i})}{\Gamma (a_{i})}}\prod _{j=1}^{q}{\frac {\Gamma (-k+b_{j})}{\Gamma (b_{j})}}\prod _{l=1}^{r}{\frac {\Gamma (c_{l})}{\Gamma (k+c_{l})}}\prod _{m=1}^{s}{\frac {\Gamma (d_{m})}{\Gamma (-k+d_{m})}}{\frac {z^{k}}{k!}}\end{aligned}}}
Sind diese Vorfaktoren nicht notwendig ganzzahlig, so erhält man als Verallgemeinerung die Fox–Wright Funktionen.

### Hypergeometrische Funktion mit Matrix-Argument
Die hypergeometrische Funktion mit Matrix-Argument ist eine Verallgemeinerung der verallgemeinerten hypergeometrischen Funktion auf ein Matrix-Argument. In der Literatur verzichtet man häufig auf den Wortzusatz verallgemeinert im Namen der Funktion, wegen der Länge des Namens. Sie ist definiert als unendliche Summe von Jack-Polynomen zum Parameter {\displaystyle \alpha }. Die Funktion mit Parameter {\displaystyle \alpha =2} tritt häufig in der multivariaten Statistik und in der Theorie der Zufallsmatrizen auf, dann hat man eine Summe von zonalen Polynome, das sind Jack-Polynome mit C-Normalisierung.
Sei {\displaystyle \kappa =(k_{1},\dots ,k_{p})} eine Partition und {\displaystyle S} eine komplexe symmetrische Matrix. Die hypergeometrische Funktion mit Matrix-Argument ist definiert als
{\displaystyle {}_{m}F_{n}^{(\alpha )}(a_{1},\ldots ,a_{m};b_{1},\ldots ,b_{n};S)=\sum _{k=0}^{\infty }\sum _{\kappa \vdash k}{\frac {(a_{1})_{\kappa }^{\alpha }\cdots (a_{m})_{\kappa }^{\alpha }}{(b_{1})_{\kappa }^{\alpha }\cdots (b_{n})_{\kappa }^{\alpha }}}{\frac {C_{\kappa }^{(\alpha )}(S)}{k!}},}
wobei {\displaystyle (a)_{\kappa }^{\alpha }} das verallgemeinerte Pochhammer-Symbol ist, {\displaystyle C_{\kappa }^{(\alpha )}(S)} das Jack-Polynom zum Parameter {\displaystyle \alpha } und die innere Summe über alle Partitionen von {\displaystyle k} läuft.